# 괴목역
괴목역(Goemok station, 槐木驛)은 전라남도 순천시 황전면 괴목리에 위치한 전라선의 역이다. 
순천시에서 남원시로 가는 국도 제17호선 옆에 있다.

## 역명 유래
1620년경 남원 방씨와 나주 임씨가 같은 마을에 터를 잡고 살게 되면서 여기에 느티나무 아홉 그루가 있다고 하여 구나무라고 불렸다. 이 나무로 인해 홍수가 있을 때마다 많은 인명을 구하였다고 하여 1910년경부터 느티나무 괴(槐)자와 나무목(木)자를 써서 '괴목'(槐木)이라 불렸다. 괴목역은 이 지명을 따서 붙인 이름이다.

## 연혁
- 1936년 12월 16일 : 보통역으로 영업 개시
- 1950년 10월 18일 : 한국 전쟁으로 역사 소실
- 1958년 10월 13일 : 역사 신축
- 1999년 2월 25일 : 현 위치로 신 역사 이전
- 2008년 11월 1일 : 화물 취급 중지[2]
- 2010년 7월 5일 : 여객 취급 중지 및 무배치간이역 격하, 철도승차권 단말기 철거